# 1144
Évszázadok: 11. század – 12. század – 13. század
Évtizedek: 1090-es évek – 1100-as évek – 1110-es évek – 1120-as évek – 1130-as évek – 1140-es évek – 1150-es évek – 1160-as évek – 1170-es évek – 1180-as évek – 1190-es évek
Évek: 1139 – 1140 – 1141 – 1142 –  1143 – 1144 – 1145 – 1146 – 1147 – 1148 – 1149

## Események

### Határozott dátumú események
- március 12. – II. Lucius pápa megválasztása.[1]
- december 24. – A moszuli emír, Mosul Zengi vezette muzulmán sereg elfoglalja Edessza városát, és ezzel a kereszteseket a parti sávba szorítja vissza. (Ez az esemény lesz az 1147-ben induló második keresztes hadjárat kiváltó oka.)[2]

### Határozatlan dátumú események
- VII. Lajos francia király feloldozást nyer II. Celesztin pápától.
- Borisz, Könyves Kálmán király törvénytelen fia Oroszországból Konstantinápolyba megy, hogy trónigényéhez segítséget kérjen I. Mánuel bizánci császártól. (Útja azonban kudarccal végződik.)[3]
- Ljubljana első írásos említése.
- Andalúzia fellázad a magrebi Almorávidák ellen.

## Halálozások
- március 8. – II. Celesztin pápa[4]

## Európai időjárás
Hűvös, esős nyár, nyugati szelek, csekély és savanyú szőlőtermés.